# 2009年の宝塚歌劇公演一覧
本項目では、2009年の宝塚歌劇公演一覧（2009ねんのたからづかかげきこうえんいちらん）について示す。

## 宝塚大劇場公演

### 花組
- 1月1日（木） - 2月2日（月）
  - 『太王四神紀 -チュシンの星のもとに-<韓国ドラマ「太王四神記」より>』（小池修一郎　脚本・演出）

外部リンク
- 宝塚歌劇団・公演案内

### 星組
- 2月6日（金 - 3月9日（月）
  - 『My dear New Orleans（マイ ディア ニューオリンズ）』（植田景子　作・演出）
  - 『ア ビヤント』（藤井大介　作・演出）

外部リンク
- 宝塚歌劇団・公演案内

### 雪組
- 3月13日（金） - 4月13日（月）
  - 『風の錦絵』（石田昌也　脚本・演出）
  - 『ZORRO 仮面のメサイア』（谷正純　作・演出）

外部リンク
- 宝塚歌劇団・公演案内

### 宙組
- 4月17日（金） - 5月18日（月）
  - 『薔薇に降る雨』（正塚晴彦　作・演出）
  - 『Amour それは…』（岡田敬二　作・演出）

外部リンク
- 宝塚歌劇団・公演案内

### 月組
- 5月22日（金） - 6月22日（月）
  - 『エリザベート -愛と死の輪舞-』（ミヒャエル・クンツェ　脚本・歌詞、小池修一郎　潤色・演出）

外部リンク
- 宝塚歌劇団・公演案内

### 星組
- 6月26日（金） - 7月27日（月）
  - 『太王四神紀Ver.Ⅱ -新たなる王の旅立ち-』（小池修一郎　脚本・演出）

外部リンク
- 宝塚歌劇団・公演案内

### 雪組
- 7月31日（金） - 8月31日（月）
  - 『ロシアン・ブルー -魔女への鉄槌-』（大野拓史　作・演出）
  - 『RIO DE BRAVO!!』（齋藤吉正　作・演出）

外部リンク
- 宝塚歌劇団・公演案内

### 花組
- 9月4日（金） - 10月5日（月）
  - 『外伝ベルサイユのばら -アンドレ編-』（池田理代子　原作、植田紳爾　脚本・演出）
  - 『EXCITER!!』（藤井大介　作・演出）

外部リンク
- 宝塚歌劇団・公演案内

### 月組
- 10月9日（金） - 11月9日（月）
  - 『ラストプレイ -祈りのように-』（正塚晴彦　作・演出）
  - 『Heat on Beat!』（三木章雄　作・演出）

外部リンク
- 宝塚歌劇団・公演案内

### 宙組
- 11月13日（金） - 12月11日（金）
  - 『カサブランカ』（小池修一郎　脚本・演出）

外部リンク
- 宝塚歌劇団・公演案内

## 東京宝塚劇場公演

### 月組
- 1月3日(土) - 2月8日(日)
  - 『夢の浮橋』（大野拓史　脚本・演出）
  - 『Apasionado!!（アパショナード）』（藤井大介　作・演出）

外部リンク
- 宝塚歌劇団・公演案内

### 花組
- 2月13日(金) - 3月22日(日)
  - 『太王四神紀 -チュシンの星のもとに-<韓国ドラマ「太王四神記」より>』（小池修一郎　脚本・演出）

外部リンク
- 宝塚歌劇団・公演案内

### 星組
- 3月27日(金) - 4月26日(日)
  - 『My dear New Orleans（マイ ディア ニューオリンズ）』（植田景子　作・演出）
  - 『ア ビヤント』（藤井大介　作・演出）

外部リンク
- 宝塚歌劇団・公演案内

### 雪組
- 5月1日(金) - 5月31日(日)
  - 『風の錦絵』（石田昌也　脚本・演出）
  - 『ZORRO 仮面のメサイア』（谷正純　作・演出）

外部リンク
- 宝塚歌劇団・公演案内

### 宙組
- 6月5日(金) - 7月5日(日)
  - 『薔薇に降る雨』（正塚晴彦　作・演出）
  - 『Amour それは・・・』（岡田敬二　作・演出）

外部リンク
- 宝塚歌劇団・公演案内

### 月組
- 7月10日(金) - 8月9日(日)
  - 『エリザベート -愛と死の輪舞-』（ミヒャエル・クンツェ　脚本・歌詞、小池修一郎]　潤色・演出）

外部リンク
- 宝塚歌劇団・公演案内

### 星組
- 8月14日(金) - 9月13日(日)
  - 『太王四神紀Ver.Ⅱ -新たなる王の旅立ち-』（小池修一郎　脚本・演出）

外部リンク
- 宝塚歌劇団・公演案内

### 雪組
- 9月18日(金) - 10月18日(日)
  - 『ロシアン・ブルー -魔女への鉄槌-』（大野拓史　作・演出）
  - 『RIO DE BRAVO!!』（齋藤吉正　作・演出）

外部リンク
- 宝塚歌劇団・公演案内

### 花組
- 10月23日(金) - 11月22日(日)
  - 『外伝ベルサイユのばら -アンドレ編-』（池田理代子　原作、植田紳爾　脚本・演出）
  - 『EXCITER!!』（藤井大介　作・演出）

外部リンク
- 宝塚歌劇団・公演案内

### 月組
- 11月27日(金) - 12月27日(日)
  - 『ラストプレイ -祈りのように-』（正塚晴彦　作・演出）
  - 『Heat on Beat!』（三木章雄　作・演出）

外部リンク
- 宝塚歌劇団・公演案内

## 宝塚バウホール公演

### 雪組
- 1月8日(木) - 1月18日(日)
  - 『忘れ雪』（新堂冬樹　原作、児玉明子　作・演出）

外部リンク
- 宝塚歌劇団・公演案内

### 宙組
- 2月5日(木) - 2月15日(日)　
  - 『逆転裁判 -蘇る真実-』（株式会社カプコン　原作・監修・制作協力、鈴木圭　脚本・演出）

外部リンク
- 宝塚歌劇団・公演案内

### 月組
- 3月12日(木) - 3月29日(日)
  - 『二人の貴公子』（ウィリアム・シェイクスピア・ジョン・フレッチャー　原作、小柳奈穂子　脚本・演出）

外部リンク
- 宝塚歌劇団・公演案内

### 花組
- 5月8日(金) - 5月19日(火)
  - 『オグリ! ～小栗判官物語より～』（木村信司　作・演出）

- 7月9日（木）- 7月20日（月）
  - 『フィフティ・フィフティ』（石田昌也　脚本・演出）

外部リンク
- 宝塚歌劇団・公演案内　オグリ!
- 宝塚歌劇団・公演案内　フィフティ・フィフティ

### 宙組
- 8月20日(木) - 8月31日(月)
  - 『逆転裁判2 -蘇る真実、再び…-』（株式会社カプコン　原作・監修・制作協力、鈴木圭　脚本・演出）

外部リンク
- 宝塚歌劇団・公演案内

### 雪組
- 11月19日(木) - 11月29日(日)
  - 『雪景色』（谷正純　作・演出）

外部リンク
- 宝塚歌劇団・公演案内

## その他の日本公演

### 雪組
- 1月6日(火) - 1月14日(水)　赤坂ACTシアター
  - 『カラマーゾフの兄弟』（ドストエフスキー　原作、齋藤吉正　脚本・演出）

- 1月23日(金) - 1月29日(木)　東京・日本青年館
  - 『忘れ雪』（新堂冬樹　原作、児玉明子　作・演出）

外部リンク
- 宝塚歌劇団・公演案内　赤坂ACTシアター公演
- 宝塚歌劇団・公演案内　日本青年館公演

### 宙組
- 2月1日(日) - 2月23日(月)　中日劇場
  - 『外伝ベルサイユのばら -アンドレ編-』（池田理代子　原作、植田紳爾　脚本・演出）
  - 『ダンシング・フォー・ユー』（中村一徳　作・演出）

- 2月24日(火) - 3月2日(月)　東京・日本青年館
  - 『逆転裁判 -蘇る真実-』（株式会社カプコン　原作・監修・制作協力、鈴木圭　脚本・演出）

外部リンク
- 宝塚歌劇団・公演案内　中日劇場公演
- 宝塚歌劇団・公演案内　日本青年館公演

### 月組
- 3月6日(金) - 3月21日(土)　大阪・シアター・ドラマシティ
  - 『SAUDADE（サウダージ） -Jにまつわる幾つかの所以-』（稲葉太地　作・演出）

- 3月25日(水) - 3月27日(金)　昭和女子大学人見記念講堂
  - 『SAUDADE（サウダージ） -Jにまつわる幾つかの所以-』（稲葉太地　作・演出）

外部リンク
- 宝塚歌劇団・公演案内　シアター・ドラマシティ公演
- 宝塚歌劇団・公演案内　昭和女子大学人見記念講堂公演

### 花組
- 5月2日(土) - 5月31日(日)　全国ツアー
  - 『哀しみのコルドバ』（柴田侑宏　作、中村暁　演出）
  - 『Red Hot SeaII』（草野旦　作・演出）

外部リンク
- 宝塚歌劇団・公演案内

#### 公演場所
- 5月2日・3日　市川市文化会館（千葉県）
- 5月4日　よこすか芸術劇場（神奈川県）
- 5月6日　武蔵野市民文化会館（東京都）
- 5月7日　川口総合文化センター（埼玉県）
- 5月9日・10日　梅田芸術劇場・メインホール
- 5月12日　出雲市民会館（島根県）
- 5月14日　九州厚生年金会館（福岡県北九州市）
- 5月16日・17日　ALSOKホール（旧・広島郵便貯金ホール）（広島県）
- 5月19日　須崎市立市民文化会館（高知県）
- 5月20日　高知県民文化ホール
- 5月22日・23日・24日　福岡市民会館
- 5月26日　日進市民会館（愛知県）
- 5月27日　長良川国際会議場（岐阜県）
- 5月28日　守山市民ホール（滋賀県）
- 5月30日・31日　グリーンホール相模大野（神奈川県）

### 花組
- 5月26日(火) - 6月1日(月)　東京・日本青年館
  - 『オグリ! ～小栗判官物語より～』（木村信司　作・演出）

- 7月4日(土) - 7月20日(月)　梅田芸術劇場・メインホール
  - 『ME AND MY GIRL』（小原弘稔・三木章雄　脚色、三木章雄　演出）

外部リンク
- 宝塚歌劇団・公演案内　日本青年館公演
- 宝塚歌劇団・公演案内　梅田芸術劇場・メインホール公演

### 宙組
- 8月3日(月) - 8月25日(火)　博多座
  - 『大江山花伝 -燃えつきてこそ-』 ～木原敏江・原作「大江山花伝」（小学館文庫）より～（柴田侑宏　脚本、中村暁　演出）
  - 『Apasionado（アパショナード）!! II』（藤井大介　作・演出）

- 9月5日(土) - 9月15日(火)　赤坂ACTシアター
  - 『逆転裁判2 -蘇る真実、再び…-』（株式会社カプコン　原作・監修・制作協力、鈴木圭　脚本・演出）

外部リンク
- 宝塚歌劇団・公演案内　博多座公演
- 宝塚歌劇団・公演案内　赤坂ACTシアター公演

### 星組
- 10月7日(水) - 11月5日(木)　全国ツアー
  - 『再会』（石田昌也　脚本・演出）
  - 『ソウル・オブ・シバ!! -夢のシューズを履いた舞神-』（藤井大介　作・演出）

外部リンク
- 宝塚歌劇団・公演案内

#### 公演場所
- 10月7日・8日　梅田芸術劇場・メインホール（大阪府）
- 10月10日・11日・12日　神奈川県民ホール（神奈川県）
- 10月14日　まつもと市民・芸術館（長野県）
- 10月15日　ホクト文化ホール（長野県県民文化会館）
- 10月17日・18日　イズミティ21（宮城県仙台市）
- 10月20日　郡山市民文化センター（福島県）
- 10月21日　宇都宮市文化会館（栃木県）
- 10月22日　桐生市市民文化会館（群馬県）
- 10月24日　さいたま市文化センター（埼玉県）
- 10月25日　府中の森芸術劇場（東京都）
- 10月27日　君津市民文化ホール（千葉県）
- 10月29日　青森市文化会館（青森県）
- 10月31日・11月1日　北海道厚生年金会館
- 11月3日　岩手県民会館
- 11月5日　森のホール21（松戸市文化会館）（千葉県）

### 星組
- 10月13日(火) - 10月25日(日)　大阪・シアタードラマシティ
  - 『コインブラ物語』（小林公平　作、酒井澄夫　監修・演出）

- 10月30日(金) - 11月5日(木)　日本青年館
  - 『コインブラ物語』（小林公平　作、酒井澄夫　監修・演出）

外部リンク
- 宝塚歌劇団・公演案内　シアター・ドラマシティ公演
- 宝塚歌劇団・公演案内　日本青年館公演

### 雪組
- 11月14日(土) - 12月13日(日)　全国ツアー
  - 『情熱のバルセロナ <スタンダール・作「パルムの僧院」より>』（柴田侑宏　脚本、中村一徳　演出）
  - 『RIO DE BRAVO!!（リオ デ ブラボー）』（齋藤吉正　作・演出）

外部リンク
- 宝塚歌劇団・公演案内

#### 公演場所
- 11月14日・15日　市川市文化会館（千葉県）
- 11月17日　オーバード・ホール（富山県）
- 11月19日　新潟県民会館
- 11月21日・22日・23日　中京大学文化市民会館オーロラホール（愛知県名古屋市）
- 11月25日　島根県芸術文化センター
- 11月27日　九州厚生年金会館（福岡県北九州市）
- 11月28日・29日　福岡市民会館（福岡県）
- 12月1日　iichiko総合文化センター（大分県）
- 12月3日　崇城大学市民ホール（熊本市民会館）（熊本県）
- 12月5日・6日　宝山ホール（鹿児島県文化センター）
- 12月8日・9日　アクトシティ浜松（静岡県）
- 12月10日　瀬戸市文化センター（愛知県）
- 12月12日・13日　梅田芸術劇場・メインホール（大阪府）

### 雪組
- 12月4日(金) - 12月10日(木)　日本青年館
  - 『雪景色』（谷正純　作・演出）

外部リンク
- 宝塚歌劇団・公演案内

### 花組
- 12月23日(水) - 2010年1月6日(水)　大阪・シアタードラマシティ
  - 『相棒』（輿水泰弘　原案、石田昌也　脚本・演出）

外部リンク
- 宝塚歌劇団・公演案内